# Dixie Dregs
I Dixie Dregs sono un gruppo rock statunitense proveniente da Augusta (Georgia), attivo tra gli anni settanta e gli anni novanta. Unirono sonorità jazz a quelle del classico southern rock e hard rock.
Il gruppo è diventato molto popolare nel corso degli anni soprattutto grazie al fatto che tutti i suoi storici componenti successivamente sono diventati membri di altre note band: il fondatore e chitarrista Steve Morse è entrato prima nei Kansas e successivamente nei Deep Purple, il tastierista Jordan Rudess nei Dream Theater, il bassista Dave LaRue nei Planet X, il violinista Jerry Goodman nella Mahavishnu Orchestra, e il batterista Rod Morgenstein negli Winger.

## Storia

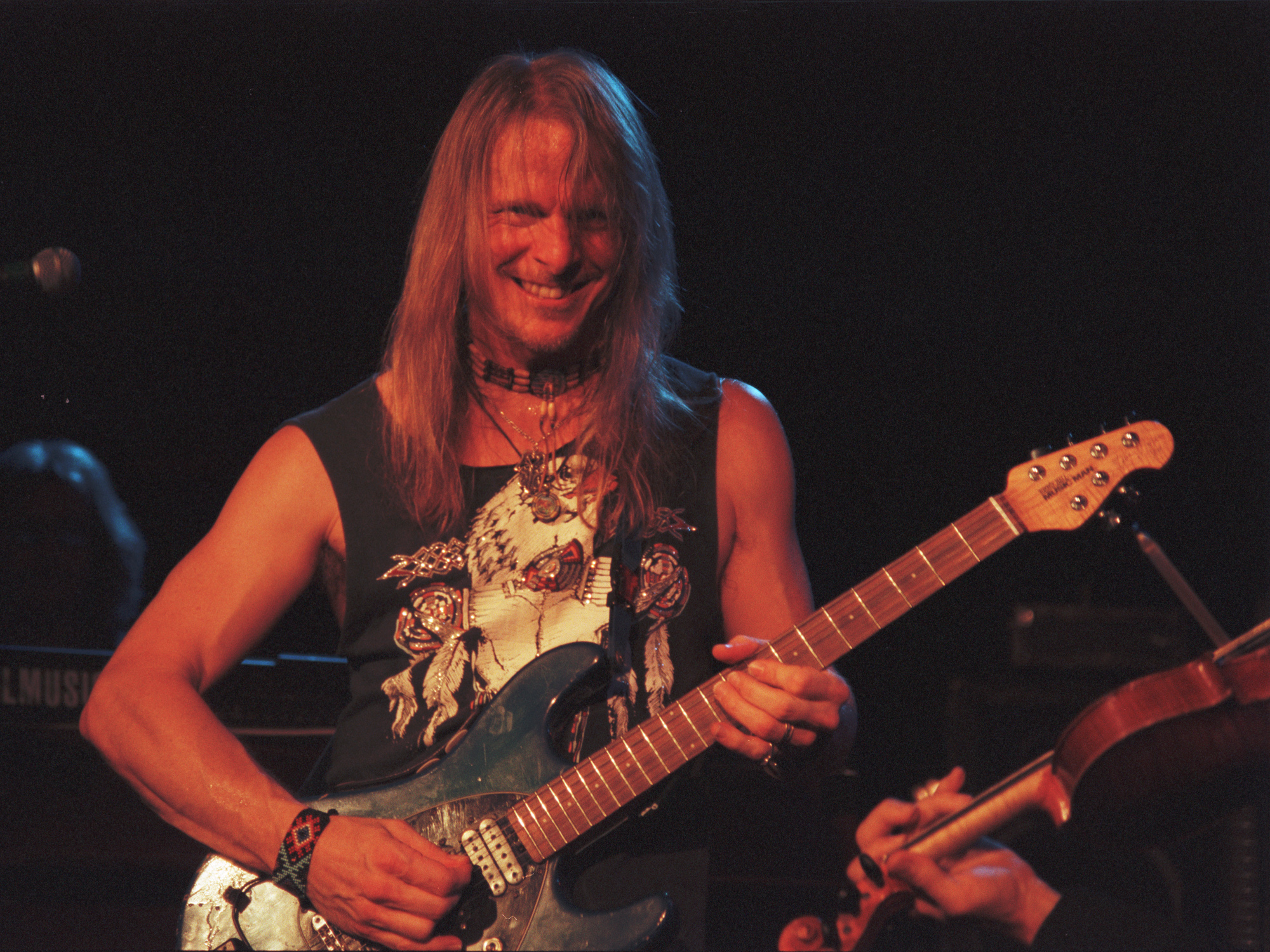
Steve Morse dei Dixie Dregs al Roxy Theatre di Hollywood in California il 28 agosto 1999

Steve Morse è il membro principale dei Dixie Dregs, in quanto autore di tutti i brani del gruppo, oltre ad essere uno dei più sorprendenti chitarristi del panorama mondiale. È nato il 28 luglio 1954 ad Hamilton (Ohio). Ha frequentato l'Accademia di Richmond County e, più tardi, l'Aguinas High School così come l'Augusta College, entrambi ad Augusta, suonando la chitarra. Val la pena notare che sia lui sia suo fratello Dave sono diventati due celebrità locali durante gli anni sessanta. A scuola, conobbero Andy West e formarono i Dixie Grits.

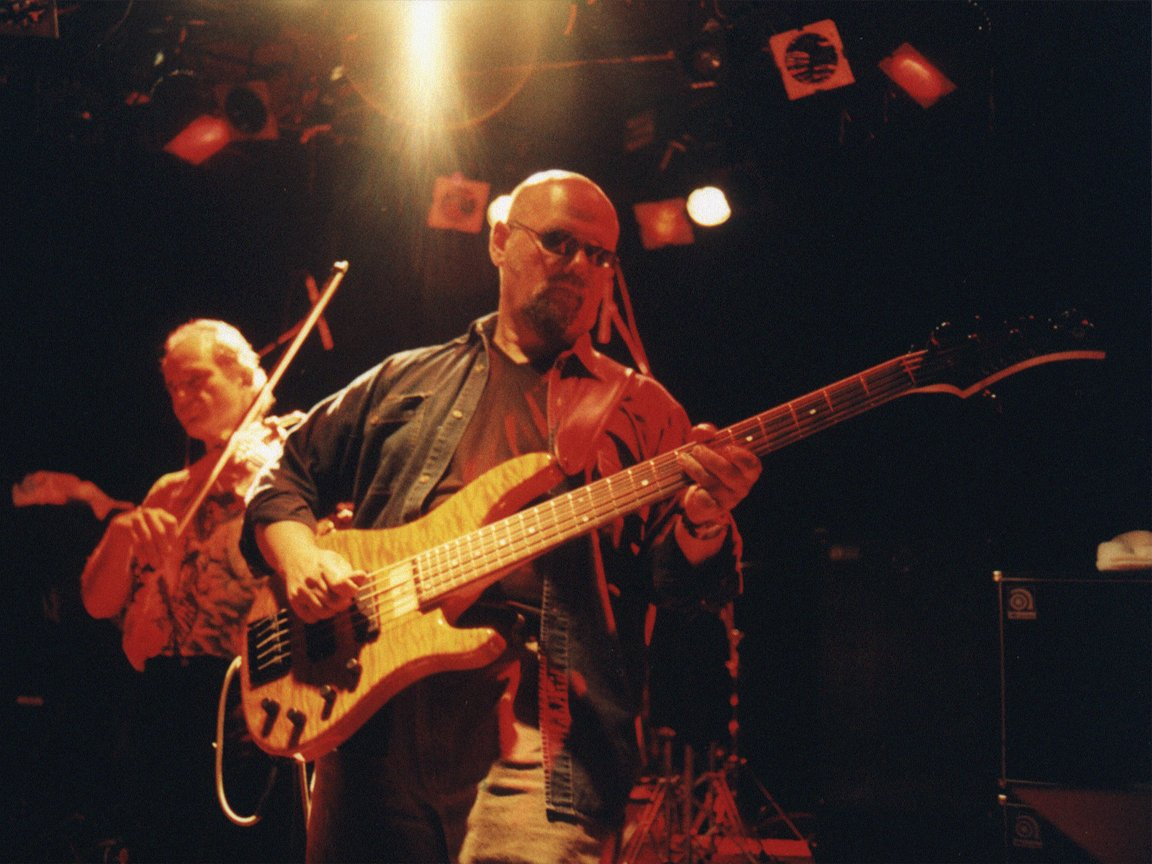
Il bassista Andy West mentre si esibisce con i Dixie Dregs nel 1999 al Roxy Theater di Hollywood

Mentre Steve frequentava il decimo anno dell'accademia militare di Richmond, essi suonavano occasionalmente e la formazione includeva il fratello di Steve, Dave, alla batteria, Andy West al basso, un chitarrista cantante dal nome di Frank Brittingham e un tastierista di nome Johnny Carr.

### The Dixie Dregs

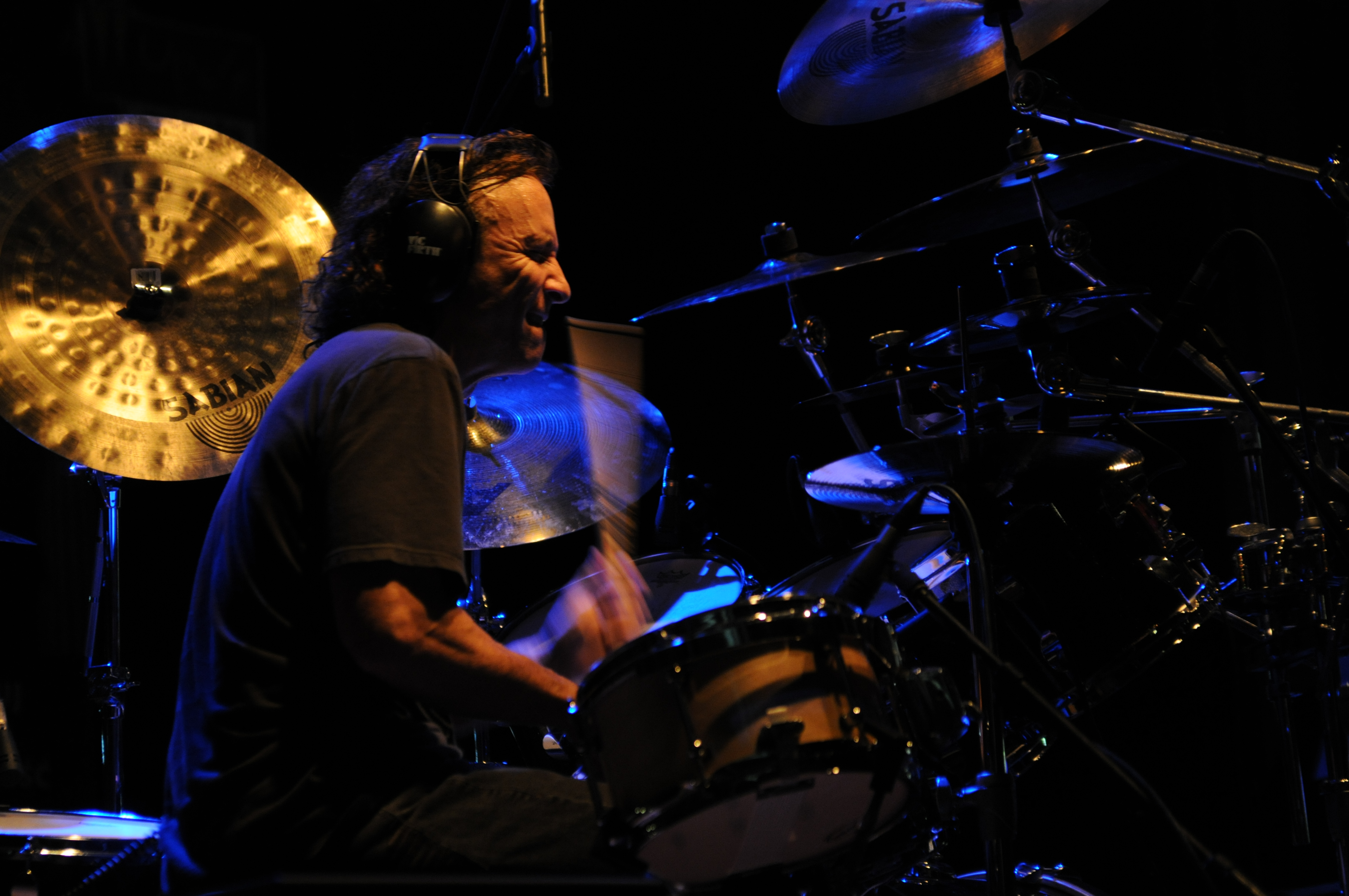
Il batterista Rod Morgenstein

Dopo lo scioglimento dei Dixie Grits, mentre erano all'Università di Miami, dove stavano studiando al dipartimento di Musica, Steve e Andy conobbero il batterista Rod Morgenstein e l'ex violinista della filarmonica di Miami Allen Sloan e formarono i Dixie Dregs. La band suonava nei bar locali, miscelando cover degli Allman Brothers e Mahavishnu Orchestra con i loro pezzi originali finché non firmarono un contratto di 3 album con la Capricorn Records alla fine del 1976. Questo contratto portò alla produzione degli album Free Fall, What If e Night of the Living Dregs. Dopo di ciò la band firmò un altro contratto con la Arista Records per tre album, togliendo il prefisso Dixie dal nome e diventando The Dregs.
La formazione della band rimase invariata per il primo demo e successivi 5 albums, con la sola eccezione del tastierista. Per l'ultimo album dei Dregs intitolato Industry Standard il violinista Allen Sloan fu rimpiazzato da Mark O'Connor che aveva vinto molte volte il campionato nazionale di chitarra Flatpicking e il campionato Grand Masters di Violino a Nashville. (Mark ha anche suonato la chitarra dal vivo su "Rock And Roll Park" e "Bloodsucking Leeches")
Frank Josephs suonava le tastiere su 'The Great Spectacular', Steve Davidowski solleticava gli avori su Freefall, Mark Parrish (un originario Dixie Grit) suonava le tastiere su What If e Night Of The Living Dregs mentre T Lavitz ha suonato nei tre album dell'Arista Records, Dregs of the Earth, Unsung Heroes e Industry Standard. Nel periodo in cui Industry Standard uscì, la band era sotto pressione per vendere più dischi e perfino inserì un paio di brani cantati nell'album. Dopo il tour successivo a questa release la band si sciolse, con Andy West coinvolto nell'industria di computer e Allen Sloan diventato un anestesiologo. (Era già stato rimpiazzato per l'album e il successivo tour da Mark O'Connor). Rod Morgenstein andò a raggiungere la Steve Morse Band.

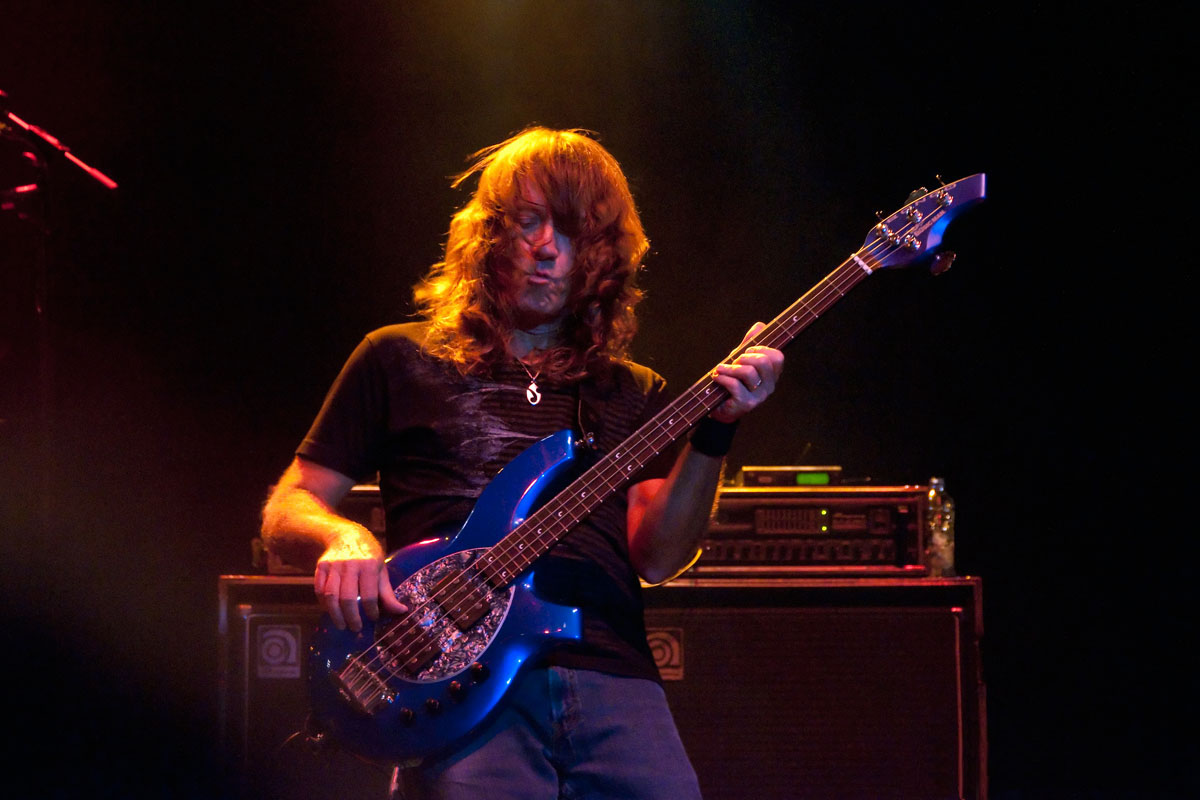
Il bassista Dave LaRue entrato a far parte dei Dixie Dregs nel 1988

I Dregs dapprima si riunirono brevemente nel 1988 per ri-registrare 'Take It Off The Top' per un ensoniq promo CD e suonarono una manciata di concerti. Essi furono poi di nuovo fuori dalle scene finché non si riformarono nel 1992 per un tour sponsorizzato dalla Capricorn Records. La formazione questa volta includeva Morse, Rod Morgenstein, Allen Sloan, T Lavitz e Dave LaRue (dalla Steve Morse Band) al basso.
Questa formazione ha suonato 7 volte insieme e poi per volere della Capricorn Records decise di far uscire un live album per commemorare l'occasione. "Bring 'Em Back Alive" era l'album ed esso mostrava che i Dixie Dregs non avevano perso niente delle loro vecchie scintille. Mescolando materiale classico dei Dregs con ben note cover, questo album era una soffiata di aria fresca nel piuttosto squallido panorama musicale dominato dalle band antitecniche del periodo.
Nel 1994, l'incredibile percorso musicale continuò un passo avanti con l'uscita di "Full Circle" con la Capricorn Records. Un album in studio di tutto materiale inedito più una reinterpretazione ('Shapes Of Things' degli Yardbirds) questa versione dal suono moderno dei Dixie Dregs provò che essi avevano ancora un mucchio di risorse nelle loro rispettive maniche. La formazione questa volta comprendeva Steve Morse, Rod Morgenstein, T Lavitz, Dave LaRue e un membro originario della Mahavishnu Orchestra, il violinista Jerry Goodman.
La band rimase nuovamente abbastanza in silenzio fino alla fine del 1999, quando suonarono una manciata di concerti che furono registrati per un live album California Screamin. Prevedeva una formazione estesa dei Dixie Dregs con Morse, Morgenstein e Lavitz suonando su ogni canzone e Andy West, Dave LaRue, Allen Sloan e Jerry Goodman a rotazione per tutto l'album.
I Dixie Dregs stanno occasionalmente continuando a fare tour, ma in accordo con Steve non pubblicheranno mai più un altro album in studio.

## Formazione

### Formazione attuale
- Steve Morse - chitarra (1971 - oggi)
- Andy West - basso (1971 - 1992; 2019-oggi)
- Steve Davidowski - tastiere (1977 - 1978; 2010 - oggi)
- Allen Sloan - violino (1971 - 1982; 2019-oggi)
- Rod Morgenstein - batteria (1971 - oggi)

### Ex componenti
- Frank Josephs - tastiere (1975 - 1977)
- Mark Parrish - tastiere (1977 - 1979)
- T Lavitz - tastiere (1980 - 2010)
- Jordan Rudess - tastiere (1994, sostituto momentaneo)
- Mark O'Connor - violino (1982 - 1983)
- Dave LaRue - basso (1988 - 2019)
- Jerry Goodman - violino (1992 - 2019)

## Discografia

### Album in studio
- 1977 - Free Fall
- 1978 - What If
- 1979 - Night of the Living Dregs
- 1980 - Dregs of the Earth
- 1981 - Unsung Heroes
- 1982 - Industry Standard
- 1994 - Full Circle